# Hallands historia
Hallands historia avser landskapet Hallands förhistoria och historia. Dess historia har präglats av dess geografiska förutsättningar med slättbygd längs kusten och skogsbygd längre inåt landet. De vattendrag som rinner genom landskapet och har sitt utlopp i Kattegatt har varit viktiga transportleder.  
När de skriftliga källorna börjar komma var Halland en del av Danmark. Det förblev så under större delen av medeltiden, med undantag för den turbulenta perioden från 1280-talet och fram till 1366 då landskapet och dess bägge delar (Norra Halland och Södra Halland) omväxlande var under dansk, svensk och norsk överhöghet samt dessutom under kortare perioder relativt fritt från utomstående inblandning. Vid freden i Brömsebro 1645 blev landskapet svenskt på trettio år och sedan freden i Roskilde 1658 har landskapet varit permanent svenskt.

## Historieskrivning
Ett antal verk över Hallands historia har givits ut, i viss fall på offentligt initiativ och i andra fall på privat initiativ. Hallandia antiqua et hodierna gavs ut 1752/1753 av Jacob Richardson. Hallands historia och beskrifning, skriven av Sven Peter Bexell, gavs ut 1817-1819. Hallands läns landsting gav 1954-1959 ut Hallands historia i två band (före respektive efter 1645). Erik Montell gav på eget initiativ ut Hallands historia. Ett gränslands öde under 8000 år 1978. Hallands Akademi gav 2022 ut Hallands historia – Gränsland genom tiderna. Hallands kulturhistoriska museum publicerade i samband med att Historien om Sverige sändes en webbprogram Gränsland, där tre experter diskuterade den historiska utvecklingen i Halland under respektive programs tidsperiod

## Namnet
Som det första omnämnandet av området räknas vanligen en uppräckning av folkslag/stammar av den romersk-gotiske historieskrivaren Jordanes i hans verk Getica ("Goternas ursprung och bedrifter"), skriven omkring år 550:
| ” | Sequitur deinde diversarum turba nationum, theules, uagoth, bergio, hallin, liothida, quorum omnium sedes sub uno plani ac fertilis, et propterea inibi aliarum gentium incursionibus infestantur. Post hos ahelmil, finnailhtie, feruir, ganthigoth acre hominum genus et at bella prumptissimum. | „ |

De ovan uppräknade folkslagen har vanligen placerats längs det nuvarande Sveriges västkust, där hallin anses stå för halläningar, medan ahelmin (heinii) och feruir kopplats samman med Himle och Fjäre.
Landskapets namn kommer troligen från Hovs hallar (hällar), som är belägna i nordvästra Skåne, väster om Båstad. Det är vanligt att områden namnges av näraliggande centralbygder (t.ex. Västmanland och Södermanland som ligger i respektive väderstreck relativt den uppländska centralbygden), varför Halland då skulle ses som området bortom Hovs hallar från ett skånskt perspektiv. Av flera skäl (utöver ovanstående uppräkning även baserat på olika organisationsstrukturer och kulturmönster norr och söder om Tvååkersgränsen då det skriftliga underlaget blir mer omfattande) anses det troligt att beteckningen ursprungligen enbart avsåg de södra delarna av landskapet. 

## Stenåldern
Högsta kustlinjen låg i norra Halland ungefär 90 meter över havet och i södra Halland omkring 60 meter över havet. Under tiden fram till omkring 7300 f.Kr skedde en landhöjning så att havsytan då låg 8 meter under nuvarande havsnivå i Falkenberg. Därefter medförde fortsatt isavsmältning och långsammare landhöjning att havsytan steg för att 4500 f.Kr vara ungefär 12 meter över nuvarande nivå. Sedan dess har havsnivån sakta närmat sig den nuvarande. Det tog tid för växt- och djurliv att etablera sig på den mark som isen lämnat efter sig. De första skogarna började etablera sig omkring 8300 f.Kr. En följd av att den högsta kustlinjen varierat är att landskapet "tippat" så att t.ex. avvattning som tidigare skett mer norrut senare skett mer söderut. Ett exempel är att Bolmen (i Småland) först rann ut i Nissan, men senare har kommit att rinna ut i Lagan.
Halland har sura jordar, vilka bryter ner organiskt material. Det finns därför lite organiskt material bevarat från tidiga perioder. Det första människorna kunde vistas i området under århundradena omkring 11000 f.kr. Det finns belägg från omgivande landskap, men få och svårtolkade spår av boplatser (som i Skatmossen i Derome) från Halland. Därpå följde en ny kylperiod fram till 9700 f.kr. då det är osannolikt att några människor levde i området. Då klimatet blev bättre var det främst marina resurser som människorna utnyttjade. Dessa var som mest omfattande i Bohuslän, där Östersjön rann ut i västerhavet. Därför är fynden mest talrika i norra Halland från denna tiden, fynd är gjorda bl.a. i Gottskär och andra delar av Onsalahalvön. 
Under de följande årtusenden skedde en fortsatt uppvärmning och skogarna av hassel och tall ersattes av alm, lind och ek. Omkring 7500 f.Kr. visar fynd av nya flintverktyg på kulturella förändringar. Dessa har sitt ursprung i västra Ryssland, och det har troligen skett en andra invandringsvåg därifrån. Detta medför också att inlandets resurs, t.ex. längs Nissan, började användas. Kring år 7000 f.Kr. fanns uppskattningsvis något tusental personer i Halland (alla befolkningsuppskattningar är dock mycket osäkra). Analys från Genevad, med 16 000 benfynd från perioden 9100-6700 f.Kr. visar på rester av kronhjort, bäver och hund samt brända hasselnötskal.

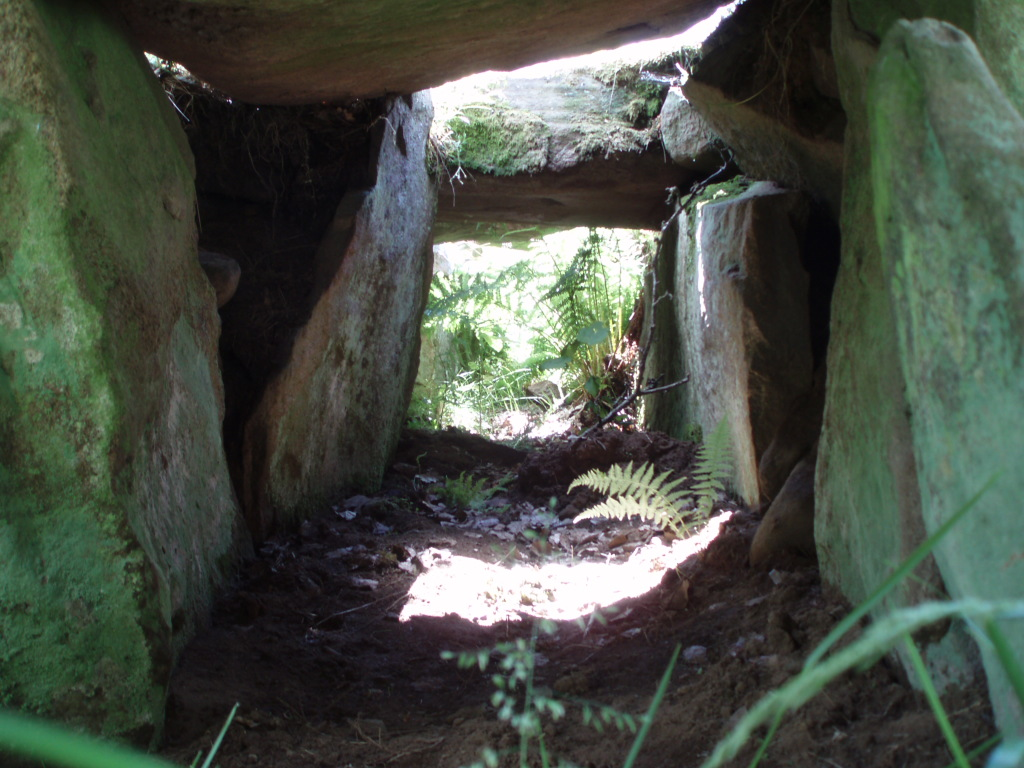
Insidan av Tolarps gånggrift i Snöstorps socken. Den har kopplats till stridsyxekulturen

Över tid blev människorna mer bofasta. Baserat på angränsade landskap (med bättre bevarandeförhållanden) bör de senast runt 6400 f.Kr börjat tillbringa vintertid i stabilt byggda hus. Från denna tid förekommer även andra investeringar i fasta strukturer som kräver tillsyn som fiskfällor. Samtidigt ökar tecken på våld. Som i övriga delar av sydskandinavien så var etableringen av jordbruk en process som tog många år. Den började omkring 4000 f.Kr, ungefär samtidigt i hela södra Skandinavien och betydligt senare än i näraliggande norra Tyskland där jordbrukande kulturer fanns redan omkring 6500 f.Kr. Det relativt sena och långsamma införandet av jordbruk har kopplats samman med god förutsättningar för jakt och fiske. Jordbruket infördes av trattbägarkulturen som fanns i området fram till 2800 f.Kr. Den kan ha spridits både genom invandring och kontakter/handelsutbyte. Med dem kom sädesslag som korn och vete, liksom djur som gris, nöt, får och get. Bostäderna var relativt små, vilket har tolkats som att klimatet var tillräckligt varmt för att tillåta att djuren gick ute året runt. Bönderna tillämpade först svedjejordbruk, men gick senare över till fasta åkrar. Pollenanalyser antyder dock att omfattningen av jordbruket och omvandlingen av landskapet varit relativt begränsad.  Det var den första kulturen i området som använde keramik. Det var också den kultur som under tidsperioden 3300-3000 f.Kr producerade de dösar och gånggrifter som finns och bildade ett rituellt landskap. Totalt är omkring 15 identifierade. Det är relativt få. Det kan, utöver att det var få från början även förklaras av att de kan ha odlats bort samt att senare kulturer byggt gravhögar över dem under bronsåldern (känt från två fall). I samband med att jordbruket etablerades ökade befolkningen snabbt.
Trattbägarkulturen fick från omkring 3350 f.Kr. dela utrymmet med den gropkeramiska kulturen. Det var en jägar-/samlarkultur som nästan uteslutande bodde längs havet och längs vattendrag (Lagan). Lämningar av kulturen är relativt få, men där de finns är de rikliga. Studier av DNA har visat att det bägge grupperna inte blandade sig med varandra utan var genetisk olika. Den gropkeramiska kulturen fanns kvar till omkring 2200 f.Kr. med färre fynd under den senare tiden. Från 2900 f.Kr kom en annan jordbrukarkultur, stridsyxekulturen som var kvar till 2300 f.Kr. I Halland har den resulterat i förhållandevis få lämningar. Den är förknippad med att ha fört de indoeuropeiska språk och indoeuropeisk religion till Skandinavien.

## Bronsåldern

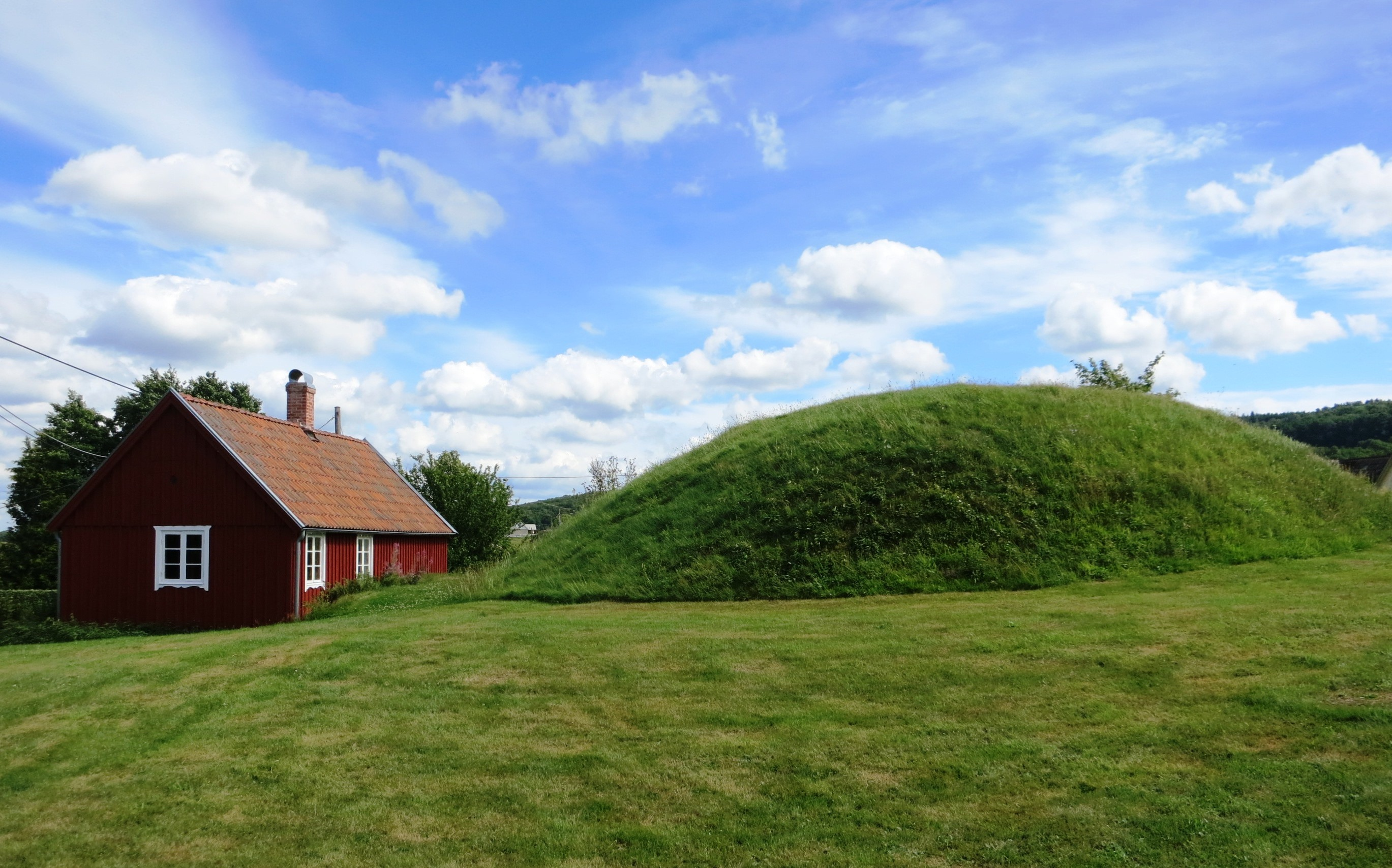
Lugnarohögen i Hasslöv, från omkring 900 f. Kr.

Från 2300 f.Kr och framåt började Halland bli del av ett större handelsnätverk. Först med skandinaviska flintdolkar som imiterade bronsdolkar från kontinentaleuropa. Från omkring 2000 f.Kr. skedde import av brons och nordisk bronsålderskultur brukar räknas från 1700 f.Kr. Handeln omfattade inte bara brons utan även guld, bärnsten, ylle, hudar och timmar. Möjligen skedde även slavhandel. Vilka varor som exporterades för att kunna köpa bronset och andra vanor är inte känt. I början av bronsålder uppkom en styrande elit, vars hus var betydligt större än de övrigas (de kunde vara 30-60 meter långa mot mer typiska 10-20 meter). De större husen har återfunnits på flera plats i närheten av Halmstad samt i Värö. Bebyggelsen var generellt spridd i landskapet. På grund av ändrad konstruktion blev husen också bredare. Det skedde en fortsatt uppodling av landskapet.
Från omkring 1500 f.Kr. började gravhögar och gravrös att användas för att begrava individer med hög status. De ersatte hällkistor som begravningssätt, där begravningen varit gemensam för många människor. Gravhögarna var vanligast i södra Halland, medan gravrösen dominerade i norra Halland. Det var sannolikt ett sätt att markera ägande av marken. I början av perioden begravdes de döda i stenkistor som sedan täcktes över av högen/röset, medan kremering över tid kom att ta över. Även skeppsättningar förekom (och kom att fortsätta att användas fram vikingatiden). I Lugnarohögen i Hasslöv, som anlades omkring 900 f. Kr. har en gravhög byggts över en skeppssättning. Kombinationen av skeppssättning och gravhög är ovanlig utanför Halland. Utöver dessa statusbetonade begravningssätt har det även förekommit stensättningar där människoresterna och mindre gravgåvor lagts vid stenen eller mellan spritts stenarna. Från omkring 1000 f.Kr. blir det vanligt med urnbegravningar utan att marken ovanför graven bearbetades.

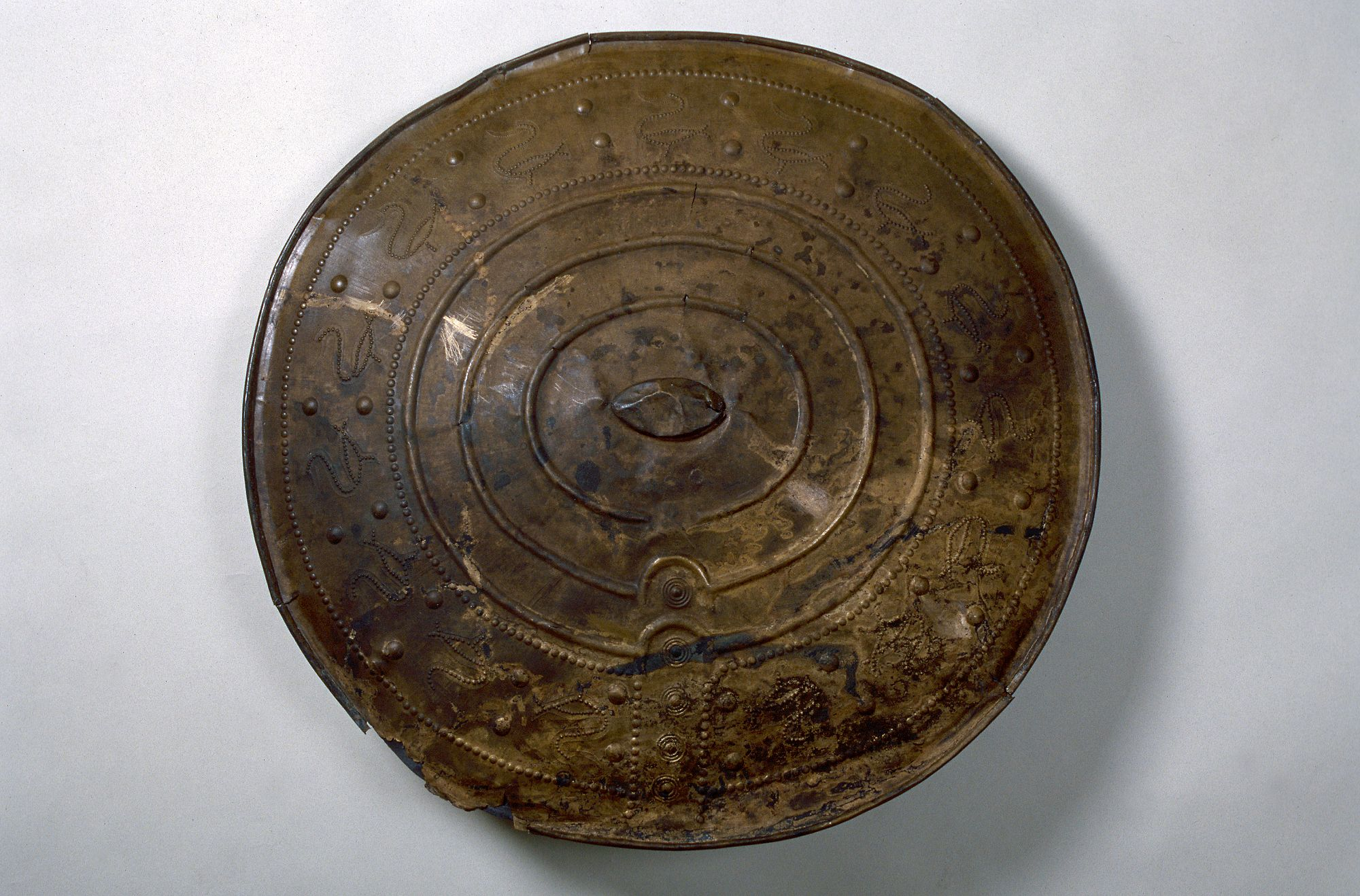
Nackhälleskölden från Stora Mosse, Spannarp. Nedlagt omkring 1100-900 f. Kr.

Redan under stenåldern hade det förekommit stenyxor offrades i mossar. I början av bronsåldern fortsatte offrandet av värdefulla föremål, först bronsyxor och sedan av mer blandad karaktär. Omfattningen på offrandet gick också upp och ner, med toppar kring 1000 f.Kr. och den största toppen kring 800 f.Kr. Ett exempel på mossoffer från denna tiden är Nackhälleskölden i Stora Mosse, Spannarp. Det finns få hällristningar i Halland, i Grimeton och Hasslöv. Den mest kända stenristningen är Hagbards galge i Asige, som är del av ett större fornminnesområde. Skålgropar, solsymboler och andra tecken på fruktbarhetskult var vanligt förekommande motiv.
Bronsåldern var troligen en period av relativt goda materiella förhållanden i Halland, vilket syns på de förnäma föremålen av brons och guld. Befolkningen ökade sannolikt och många fornlämningar finns bevarade från perioden, däribland 752 rösen i främst den norra delen av landskapet och ett stort antal bronsåldershögar i den södra delen. Bland fornlämningarna finns totalt över 1100 gravhögar och rösen.
Mot slutet av bronsåldern skedde möjligen ett överutnyttjande av skogsresurserna och oavsett orsak blev stora delar av Halland i det närmaste trädlöst, i likhet med många andra landskap. Kanske var detta en följd av en stor omorganisation av boskapsskötseln, under en tid när det fanns stor efterfrågan på guld och brons hos lokala hövdingar och stormannafamiljer. Knappt ett sekel innan klimatet försämrades i slutet av bronsåldern och början av järnåldern upphörde i stort sett all import av brons och guld till södra Skandinavien, vilket medförde att hantverkarna inte längre kunde producera föremål av brons i samma omfattning som tidigare och därmed upphörde bronsåldern omkring 500 f.Kr.

## Järnåldern och vikingatiden

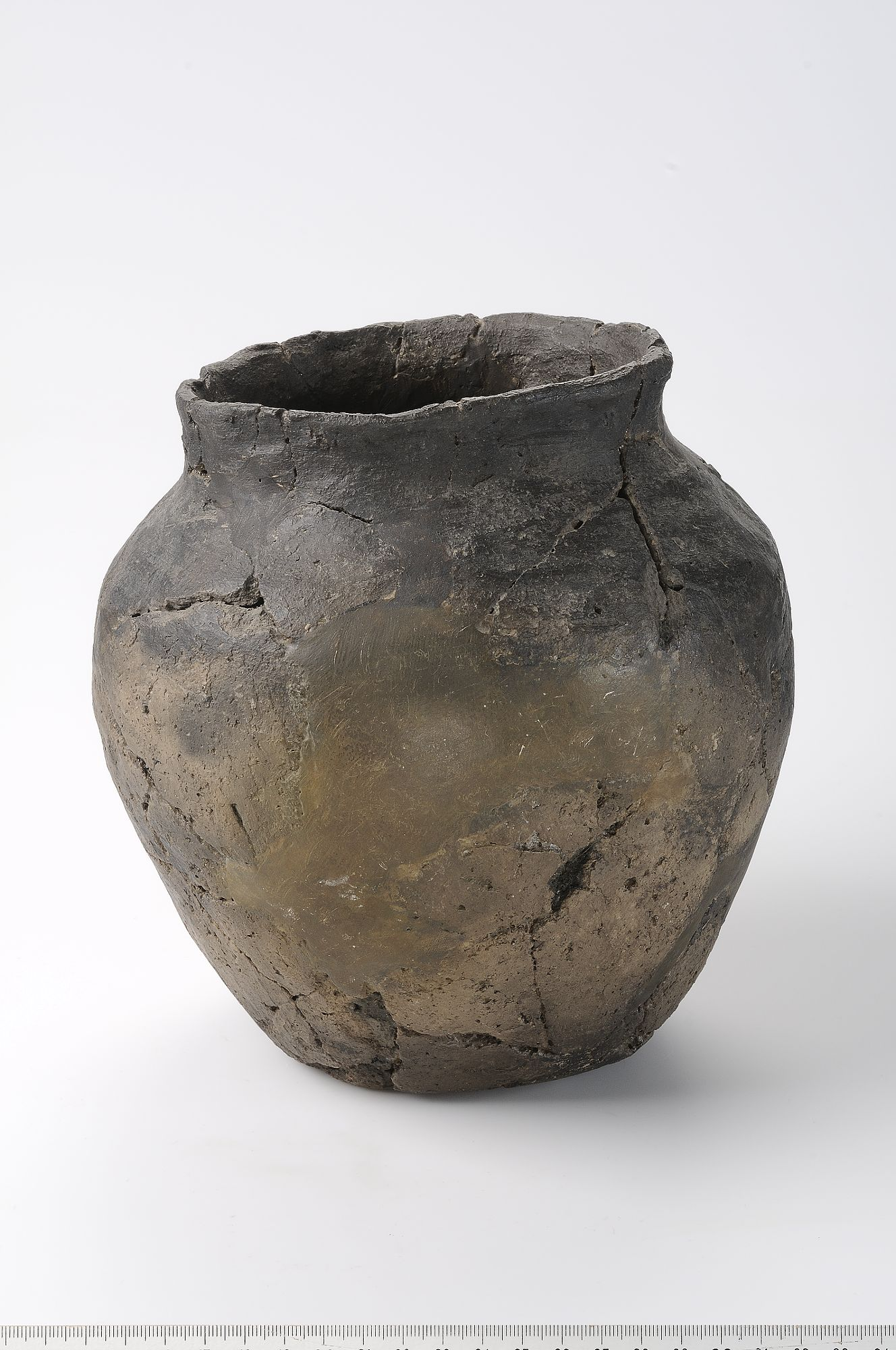
Kärl från Käringsjön. Daterat till romersk järnålder

Det första järnet kom relativt tidigt till Halland. I en gravhög i Snöstorps socken har arkeologer hittat en järnkniv daterad till 900 f.Kr. från 600 f.Kr har en med järn lagad nål av brons hittats i en grav i Veddige. Analyser av slagg visar på produktion av järn i slutet av bronsåldern. De äldsta funna ugnarna är dock från 300 f.Kr. De platser där järn producerades låg ofta i närheten av högstatusbyggnader. I mitten av romersk järnålder försvinner spåren av järnproduktion av ännu ej kända skäl.
Järnålderns samhällssystem är relativt okänt under de första seklerna och har av somliga tolkats som mer jämlikt än tidigare perioder, men efter omkring år 200 framträder åter igen fornminnen av skilda slag som kan jämföras med situationen under bronsåldern. Senast från denna tid härstammar troligen många av de större byarna i landskapet. Under 400- och 500-talen byggdes storgårdar som efterhand blev större, men troligen färre. Ett exempel på en storgård från denna tiden är Slöingeboplatsen som blivit utgrävd i modern tid. Andra tecken på ökade samhällsklyftor är fynd av värdefulla föremål, som t.ex. guldhalsringar i Köinge och Östra Karup. I Hasslöv har arkeologer funnit drygt 260 romerska silverdenarer och Ysby ett mindre antal dinarer.
Som under bronsåldern förekom offer i mossar. Ett exempel på en sådan kultplats är Käringsjön i Övraby där bland annat ett drygt hundratal keramikkärl hittats. Eventuellt var aktiviteterna relaterade till den kult av Nerthus som Tacitus beskriver bland germanska stammar (vanligen placerade i norra Tyskland eller Jutland i sin skrift Germania. Under yngre järnålder försvinner offer i naturen och de övergår till att ske vid storgårdar. Gravar markerades ovan jord med resta stenar i mindre eller större omfattning. Alltifrån små enskilda stenar till skeppsättningar och domarringar. Bruket att kremera den döde fortsatte, men till skillnad från under bronsåldern så hamnade även gravgåvorna på bålet. I de gravar som analyserats är de bägge könen lika vanligt förekommande, med något större förekomst av gravgåvor i kvinnogravarna. Omfattande gravfält finns på flera platser som Li gravfält vid Fjärås bräcka, Broåsens gravfält i Grimeton, Påarps gravfält i Trönninge och Örelids stenar i Tjärby.
Det var inte bara samhällssystemet som förändrades under järnåldern, även bosättningsmönstren ändrades. Uppodlingen av landskapet fortsatte och omfattade även områden som på 2000-talet är skogbevuxna. Samtidigt kom en del mark som tidigare odlats att bli våtmark. Då klimatet var kallare än under bronsåldern ändrades de grödor som användes så att t.ex. bondbönor, hirs, ärtor försvann, medan nya former av korn, samt till havre och vete tillkom. Havre användes till att början i begränsad omfattning, men blev över tid en viktigare gröda, liksom råg, som började komma under 300-talet. En annan nya växt som tillkom var lin, som kom att komplettera ylle som råvara till kläder.

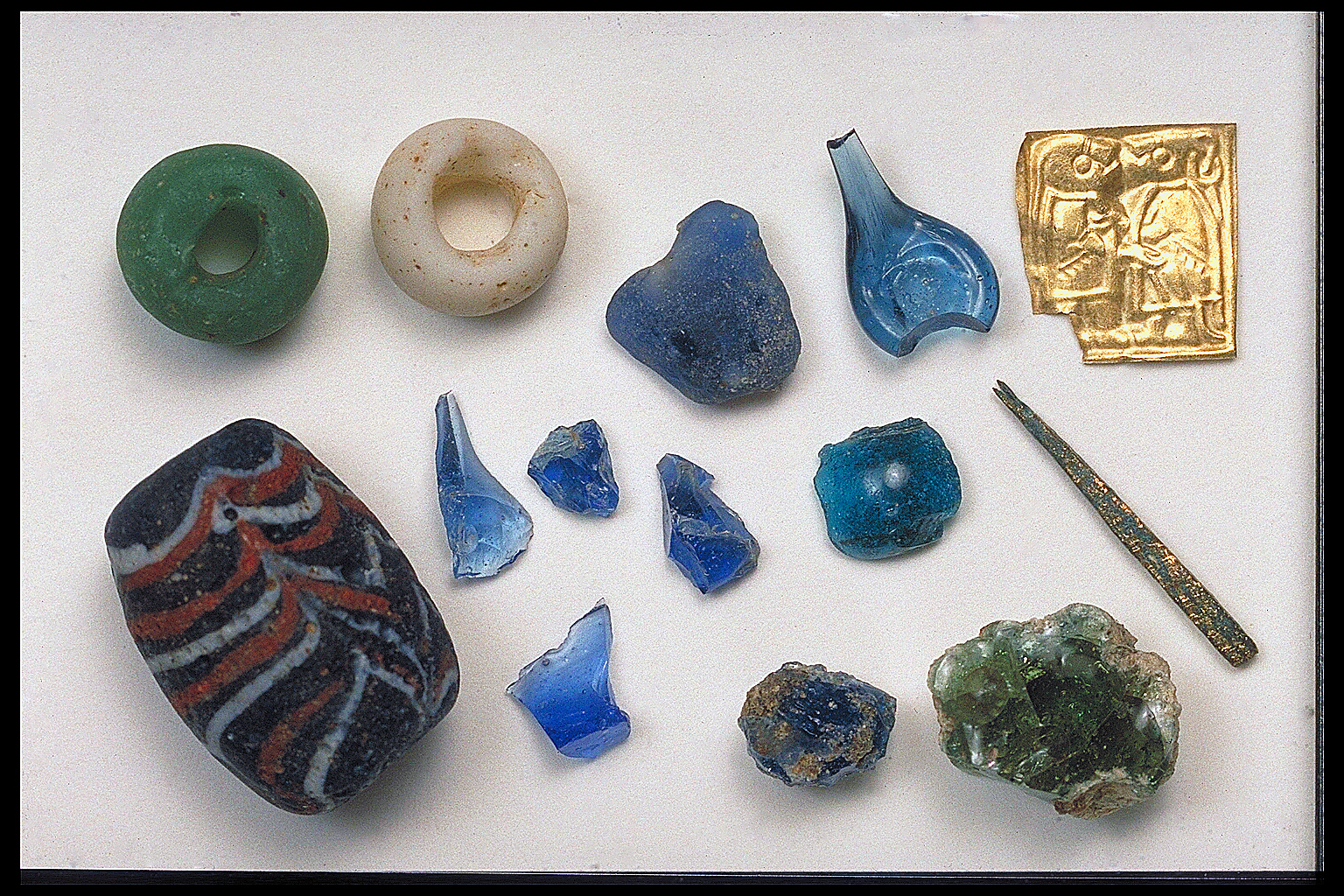
Fynd från Slöingeboplatsen

Nya byar bildades medan gamla övergavs. Utifrån de områden som blev befolkningscentra under järnåldern skedde senare efterhand en utflyttning under medeltiden. En viktig faktor var sannolikt klimatavvikelsen 535–536 (som antas givit inspiration till fimbulvintern i nordisk mytologi) som sannolikt medförde omfattande svält och befolkningsminskning. Slöingeboplatsen är en av relativt få platser som har kontinuitet över klimatavvikelsen.
Halland eller dess invånare omtalas första gången troligen av Jordanes under 500-talet, då Hallin sägs vara ett av fyra folkslag som med fyra andra bebodde en bördig slättbygd på ön Scandza. Med stammen fervir åsyftas möjligen invånarna i Fjäre härad.
Tidig handel förekom vid platser som Köpinge strax utanför Laholm, ett köptorp vid Ätrans utlopp och Gamla Köpstad strax söder om Varberg samt Köpstaden på Onsalahalvön (i närheten av Varlaboplatsen). Bland annat täljstensprodukter exporterades. De fungerade sannolikt också som utskeppningshamnar för områden längre in längs de floddalar som rinner ut i Halland, som t.ex. Finnveden/området kring Bolmsö samt södra Västergötland Under järnåldern förekom järnframställning i bland annat Hishult samt utanför Tvååker och Grimeton  (Järnmölle eller Järnvirke), men i likhet med andra svenska järnframställningsplatser från tiden är de relativt små.
Av uppgifter från en handelsman, Ottar som på 870-talet färdades mellan Skiringssal nära Oslofjorden och Hedeby på vid den nuvarande dansk-tyska gränsen, kan man dra slutsatsen att Halland då var ett danskt område och ingick i Danariket eller nuvarande Danmark. På den större Jellingestenen står att Danmark enades och kristnades (sannolikt av Harald Blåtand). Varken Halland eller något annat område nämns, men arkeologiska spår tyder på att Halland från slutet av 900-talet börjar bli del av ett danskt rike och som en del av detta kristnades. Detta skedde till en början främst genom att lokala eliter knöts allt närmare kungamakten. Detta skedde sannolikt först i södra Halland med början kring Laholm och fortsatte senare norrut. Från norr hade det expanderande danska riket konkurrens från Norge. I de nordiska sagorna nämns bland annat att den norska stormannen Finn Arnesson blev utsedd till jarl över landskapet efter att ha gått över till den danske kungen Sven Estridsson. Han ska ha deltagit vid Slaget vid Nissan 1062, som de norska styrkorna vann. Det dröjde till 1100-talet innan den danska kontrollen var mer stabil med dokumenterade befattningshavare med släktband till den danska kungamakten.
Fornminnen finns från alla tidsperioder efter istidens slut. Från bondestenåldern härstammar landskapets 6 dösar och 5 gånggrifter samt 49 hällkistor. Ett stort antal lösfynd, ofta olika typer av yxor, finns från alla delar av Halland men de dominerar längst i söder, vilket visar att det fanns mänsklig aktivitet så gott som överallt. Halland har omkring 7 700 kända fornlämningar.[källa behövs]

## Medeltiden
Under medeltiden och framåt har Halland räknats som ett av Skånelandskapen, som omfattar landskapen Skåne, Blekinge, Halland och Bornholm, och i Halland användes skånelagen som landslag och landsting hölls i Getinge. I kung Valdemars Jordebok finns sju halländska kungalev uppräknade: Laholm, Halmstad, Faurås, Sjönevad, Vare, Grimeton och Tölö. Inte minst kungalevet i Laholm var betydande. Vid den fanns en begravningsplats som användes fram till 1400-talet med totalt 3500-4000 personer begravda. Halland delades även in i härader i slutet av 1000-talet och under 1100-talet. De fem sydligaste bildades först och var kopplade till tingplatser och kungalev (gårder knutna till kungamakten), medan de tre nordliga skapades senare och var knutna till existerande bygder. Under 1100- och 1200-talet byggdes även sockenkyrkor.
Under tidig medeltid skedde en snabb folkökning med betydande bybildning och uppodling av ny mark, både i kustbygden (ofta med efterleden -torp, -arp- eller -rup) och i skogsbygden (med efterled på -red och -hult). Folkökningen är belagd genom studier av ortsnamn, skriftliga belägg i kung Valdemars jordebok och pollenundersökningar. Perioden med snabb folkökning upphörde på 1300-talet. Byarna i Halland hade en mer utspridd struktur än de i omgivande områden. Den odlade jorden delades in bandparceller som separerades med fysiska avgränsningar för att avgränsa dem. Jorden brukades kontinuerligt (till skillnad från tidigare då åkrarna periodvis flyttats). Digerdöden medförde och senare pestepidemier medfört att uppodlad mark övergavs. I byarna förekom ofta en dominerande gård som sköttes antingen av gårdens ägare, som kunde äga jorden i byn, eller av en bryte. Den dominerande befolkningsgrupper var landbor, som betalade landgille till jordägaren. Torpare hade mer omfattande arbetsplikter än landborna. Trälar förekom i okänd omfattning, troligen i någon omfattning på de flesta gårdar och i större omfattning på jordägarens gård. De förekom i Danmark troligen fram till första halvan av 1200-talet.
I början av 1200-talet infördes skatt (jordeboken var ett skatteunderlag). Det skedde också en maktförskjutning där adeln genom sin skattefrihet kunde flytta fram sina positioner, medan bönderna tappade i inflytande. Landstinget i Getinge nämns för sista gången 1298. Under 1200- och 1300-talet avstannade även nyodlingarna och med digerdöden startade en befolkningsminskning och agrarkrisen medförde att många gårdar lämnades öde. Samtidigt innebar krisen förbättrade förhållanden för bönderna.
De stadsbildningar som skedde i landskapet var relativt sena och processen ofta komplicerad att förstå inte minst på grund av förekomsten av dubbelstäder där två städer funnits nära varandra. Dessa dubbelstäder är tämligen unika för stadsbildningen i Halland och har ibland tolkats som ett resultat av konkurrens mellan kungamakten och ätten Tott.
De första skriftliga beläggen för bebyggelse i närheten av Nissans är från området kring från Övraby kyrkoruin där ett dominikanerkonvent finns omnämnt 1264. Bebyggelse kom dock att flyttas nedströms. Halmstad (under de första åren under namnet Broktorp) fick 1322 stadsprivilegier. Laholm nämns (liksom Halmstad) i kung Valdemars jordebok. Karaktären på bebyggelsen är osäker, men bör ha haft stadskaraktär sedan åtminstone början av 1300-talet. 
I Getakärr, ungefär en kilometer norr om Varbergs nuvarande centrum, fanns stadsbebyggelse under 1200-talet. Under första halvan av 1400-talet anlades Ny Varberg som efterhand kom att konkurrera ut Getakärr. Efter att Ny Varberg bränts ner av svenska trupper under kalmarkriget flyttades bebyggelsen till Varberg på Platsarna, i skydd av Varbergs fästning. Även den staden kom 1666 att brinna ner, varpå staden flyttade till sin nuvarande plats. Vid Ätrans mynning finns borgen Falkenberg omnämnd sedan slutet av 1200-talet, men de första beläggen för stadsbebyggelse är från 1432. Denna hade under en period fram till mitten av 1500-talet konkurrens av den närliggande staden Ny-Falkenberg, men den ursprungliga platsen kom i detta fallet att vara den som vann konkurrensen. Kungsbacka fick stadsprivilegier 1408, även om Hunehals borg är äldre. Även närbelägna Gåsekil, som låg på en ännu okänd plats på Onsalahalvön, hade under en period  stadsprivilegier.
Ås kloster grundades 1194 som ett dotterkloster till Sorø kloster. I Halmstad kom dominikanorden (omnämnd första gången 1264, då i Övraby) och franciskanorden (från 1494) att vara verksamma. I Varberg fanns från 1462 karmelitorden. Esrum kloster hade betydande jordinnehav i landskapet, bland annat Morups socken som de fått i gåva av Valdemar I.
Under medeltiden förkom saltsjuderi i Halland. Järnutvinningen i Hishult och Järnmölle/Järnvirke fortsatte.
Från 1200-talet och framåt kom Halland att bli skådeplats för ett stort antal krig mellan i huvudsak Sverige och Danmark. De många krigen kom att göra landskapet fattigt, dels då de orsakade omfattande förstörelse, dels då de medförde att invånarna inte såg det som lönt att genomföra större investeringar eftersom de ändå riskerade att bli förstörda i krigen.
Landskapet kom att plundras tre gånger under 1200-talet, först 1256 av den norske kungen Håkon Håkonsson, senare 1277 av den svenske kungen Magnus Ladulås och slutligen 1294 av den danske kungen Erik Menved. Under det följande århundradet kom Halland att delas i två delar (med Ätran som gräns) och byta härskare ett stort antal gånger innan det åter blev danskt under Valdemar Atterdag. Det var också under denna period som Varbergs fästning anlades. Förvecklingarna mellan de tre nordiska länderna, ledde till att Norra Halland (danska Nørrehalland) och Södra Halland (danska Sønderhalland) var för sig bröts loss ur Danmark från 1280-talet till 1360-talet. Genom Kalmarunionen kom Halland att plötsligt ligga centralt placerat. Kungen skulle enligt unionsfördraget bli vald i Halmstad.
Under Engelbrektsupproret 1434 kom landskapet att bli erövrat och bland annat brändes borgen i Falkenberg. Efter att fred slutits 1435 blev det åter stridigheter under första halvan av 1436 som medförde att Lagaholm erövrades av svenskarna. Även stridigheterna mellan svenskar och danskar i början av 1500-talet kom att påverka Halland. Det skedde bland annat 1519 då gränstrakterna skövlades av svenska soldater som hämnd för att Västergötland härjats av danska soldater.

## 1500-talet

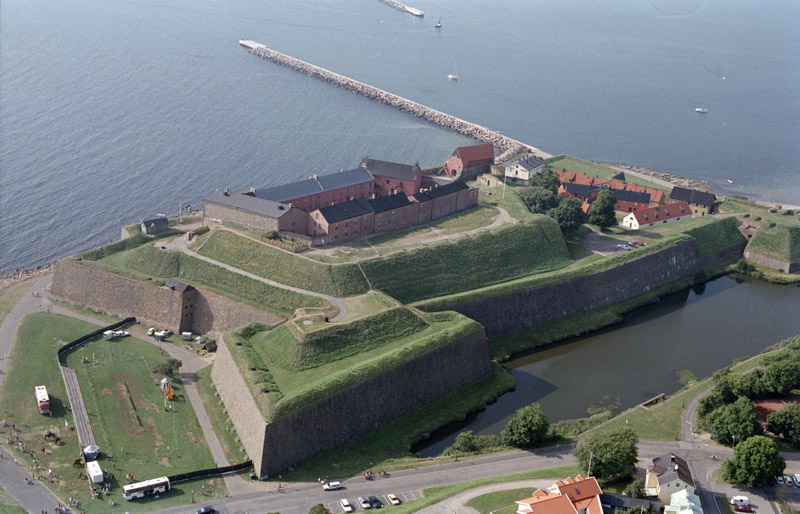
Varbergs fästning byggdes 1588-1618 ut till att bli en modern fästning, vilket krävde mycket arbete

Under Fredrik I påbörjades reformationen i Danmark genom att det blev tillåtet att vara protestant. Högre borgare började 1529 kräva tillbaka gåvor de gett till franciskanerkonventet i staden. Under ledning av predikanten Johannes Hemmingdyng stängde borgarna ner konventet, drev ut munkarna och tog själva över marken. Motsvarande processer var vanliga även i andra danska städer. I Varberg förstördes Ås kloster av Varbergs borgare under grevefejden Som en följd av reformationen lades de skolor som funnits vid klostren ner. Dessa ersattes i enlighet med Kirkeordinansen 1537/39 av latinskolor i landskapets städer. På landsbygden skulle klockarna (eller duktiga studenter vid latinskolorna för socknarna inom två mil från städerna) leda katekesundervisning. Fortsatta studier kunde ske vid Katedralsskolan i Lund samt senare vid universitet. Protokoll från biskopsvisitationer antyder att det varierade hur välordnade studierna var.
Under grevefejden slöt borgarna i Varberg och Halmstad upp på Kristofer av Oldenburg:s sida för att återinsätta Kristian II som Danmarks kung. Det förekom strider i Halland. Halmstad intogs av Gustav Vasa (som gick in på hertig Kristian (III):s sida under fejden) som även plundrade Hallands landsbygd. I Varberg kom Marcus Meyer (som kommit till staden som krigsfånge) att genom en konspiration tillsammans med stadens borgmästare Claus Nielsen, lojala knektar och slottsherren Truid Ulfstands präst att bli slottsherre mars 1535. Han försökte få Henrik VIII av England att stödja Kristoffers sida och de fick betydande ekonomiskt stöd, men inte militärt stöd. I juli 1536 intogs staden, som en av de sista, av Kristian III:s trupper som gick segrande ur inbördeskriget. Efter upproret försämrades böndernas villkor drastiskt, medan adelns makt ökade. Från mitten av 1500-talet skedde en centralisering av det danska riket. Landskapslagarna (som den i Halland använda Skånelagen) kompletterades olika recesser som tillämpades i hela landet. Slottsherrarna kom att bli kungliga ämbetsmän. Det skedde även ett ökat skatteuttag. Varbergs fästning och Halmstads slott byggdes ut.
Under nordiska sjuårskriget och Kalmarkriget blev Halland återigen skådeplatsen för svensk-danska stridigheter, bland annat genom slaget vid Axtorna 1565.    Från 1500-talet och fram till 1800-talet hade landskapet stora problem med flygsand, vilket främst orsakats av skogsskövling.

## 1600-talet och framåt

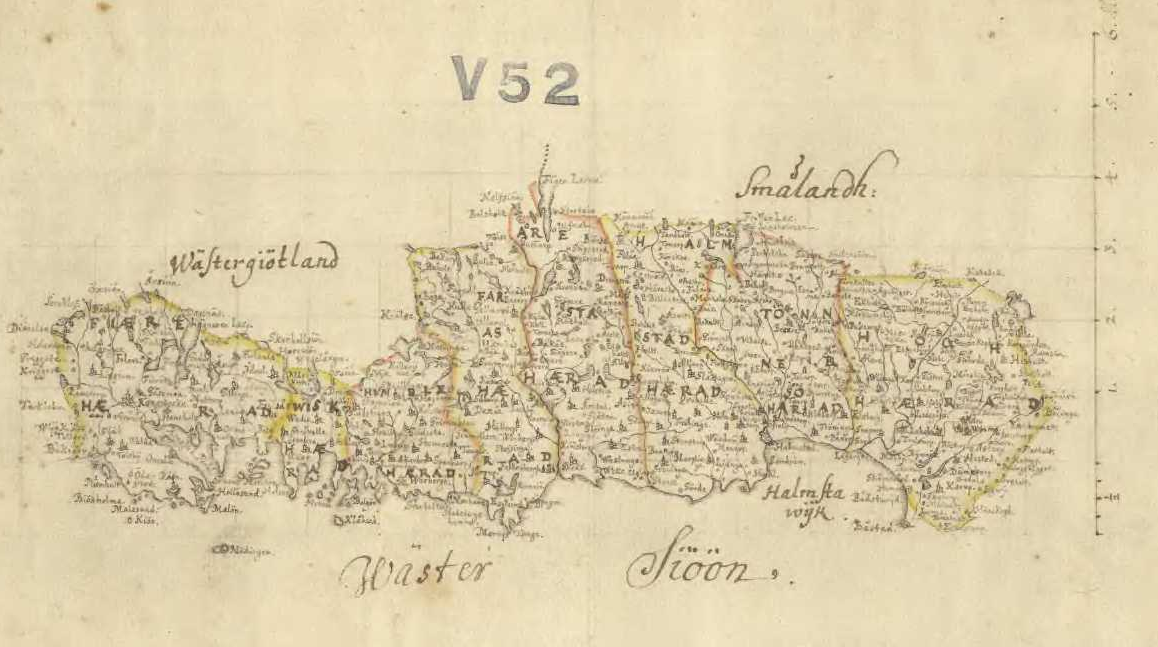
Äldre karta över Halland från 1700-talet.

Halland blev svenskt under trettio år, genom freden i Brömsebro (1645) och permanent svenskt genom freden i Roskilde (1658). Det sista slaget på halländsk mark skedde vid slaget vid Fyllebro den 17 augusti 1676 under skånska kriget.
Ur juridisk synvinkeln var nationsbytet en process över flera årtionden. Den enda omedelbara följden var att överklaganden skedde till Göta hovrätt istället för till Kongens retterting. Denna skulle dock döma enligt samma lag som under den danska tiden. Detta varade till dess att skånelagen 1683 ersattes av landslagen efter beslut av Karl XI 1681. Även efteråt behöll dock adeln de privilegier de haft under dansk tid och som var mer omfattande än i Sverige. Även i kyrkligt hänseende dröjde effekterna till 1680-talet då svensk kyrkoordning och 1686 års kyrkolag infördes. På tillämpad församlingsnivå dröjde det ännu längre. Ur ekonomisk synvinkel var en viktig konsekvens att stora och lilla tullen infördes, vilket innebar tull inte bara vid export/import till utlandet (stora tullen), utan även för handel till andra städer (lilla tullen). Halmstad och Varberg blev till stapelstäder, medan övriga städer inte längre hade rätt att importera eller exportera direkt till utlandet.
Den undervisning som skedde förändras relativt lite då 1649 års svenska skolordning var lik den föregående kirkeordinansen. En skillnad var att latinskolorna ersattes av de snarlika trivialskolorna. Dess apologistklasser gav möjlighet för ettåriga studier i skrivning och räkning som var mer direkt till nytta för t.ex. köpmän och hantverkare. Skolornas storlek kom att variera mellan städerna. Fullständiga trivialskolor i Halmstad och Varberg och mindre skolor (s.k. pedagogier) i Falkenberg och Kungsbacka. Skolan i Laholm var fullständig fram till 1800-talet då den omvandlades till pegagogi. Fortsatta studier skedde i enlighet med skolordningen i gymnasier och universitet.

## 1700-talet

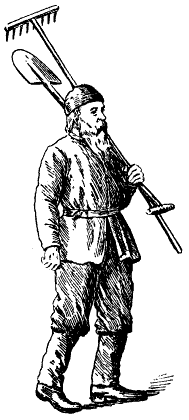
Halländsk bonde, 1715.

Som i resten av Europa nådde upplysningstiden Halland. Bland de mer framträdande personerna i Halland finns Gustaf Fredrik Hjortberg och Pehr Osbeck som var präster i Vallda respektive Hasslövs församling samt bägge vid flera tillfällen präst på Svenska Ostindiska Companiets fartyg. När Hjortberg kom Tillbaka till hemmet tog han med uppstoppade djur från olika delar av världen. Mer praktiskt arbetade han med att sprida ny kunskap inom medicinens område. Han författade litteratur om hur sjukdomar hos djur kunde botas och inhandlade en elektricitetsmaskin (då en ny upptäckt) som användes för "behandling" av sjuka människor. Osbeck var lärjunge till Carl von Linné och samlade under resorna in material åt honom. Som präst bidrog han till den sociala utvecklingen genom att ta initiativ till ökad social trygghet genom änkekassa och brandstodsförening. Han skrev även om folklivet i Laholms prosteri.
I samband med att landskapet blev svenskt upphörde den järnproduktion som tidigare funnits. Över en betydligt längre tidshorisont skedde en tilltagande avskogning, vilket minskad möjligheten till inkomster därifrån (med undantag för längs Ätrans och Nissans dalgångar var skogsprodukter en liten inkomstkälla). Samtidigt var jordbrukets produktivitet låg, vilket gjorde att det på landsbygden fanns ett stort behov av binäringar för sin försörjning. Den viktigast binäringen var produktion av textil. I den södra delen av landskapet dominerade ull, medan lin dominerade i de norra delarna. De textiler som producerades på gårdarna såldes sedan till handlare skrivna i Borås som hade monopol på handeln. På onsalahalvön var till skillnad från resten av landskapet bondeseglation en betydande och ofta dominerande intäktskälla. För att följa dåtidens regler var bönderna formellt skrivna i Kungsbacka. Förutom lokal produktion var arbetsvandringar till Skåne (tröskning) och Bohuslän (sillsalterier och trankokerier). De halländska städerna växte endast långsamt. Halmstad och Varberg, som under lång tid varit de två dominerande städerna hade 1730 drygt 1000 invånare, Falkenberg och Laholm drygt 600 och Kungsbacka mindre än 300. De hade alla relativt begränsad handel och för de mindre mycket jordbruk och fiske.
De fredligare förhållandena från 1700-talet och framåt medförde att utvecklingen i landskapet kunde ta fart igen. Jordbruket effektiviserades och var i mitten av 1800-talet ett av landets mest effektiva. Samtidigt förblev landskapet i mångt och mycket väldigt provinsiellt och fattigt, särskilt de inre skogsbygderna. Erosion och sandhedar med mera gjorde att även stora delar längs kusterna var oattraktiva och emigrationen var påtaglig långt in på 1900-talet. Från vikingatiden och framåt hade landskapet avskogats mer och mer. Skogen användes bland annat vid järnframställning och för att producera krigsmaterial. Framförallt avskogades södra delen av landskapet, som till stor del tillhörde kronan eller större gods. Många bönder såg liten anledning till att vårda skogen då ljunghedarna kunde användas som bete för djuren, även vintertid. Detta fungerade bättre än att låta djuren beta i skogen. Samtidigt hade kronan rätt till bärande träslag (ek, bok, apel, oxel och hägg) och för att avverka dem krävdes tillstånd. Dessutom måste en för varje avverkat träd plantera två nya. Dessa regler kom att medföra att allmogen inte hade något intresse av att dessa träd skulle växa till sig, samtidigt som de hade en viktig ekonomisk roll (både som skog där grisar kunde äta ollon och för virket). Under 1700-talet kom bönderna att stegvis få mer gynnsamma förutsättningar för att sköta dessa trädslag, dock i stort sett utan någon effekt.
Vid mitten av 1800-talet var Halland den del av landet som hade minst andel skog, med totalt omkring 100 000 hektar (samtidigt fanns 150 000 hektar ljunghed). Därefter vände trenden och 2017 fanns det 286 900 hektar produktionsskog samtidigt som mängden ljunghed minskat till 2 500 hektar. De ljunghedar som numera finns är främst bevarade i olika reservat.

## 1800-talet

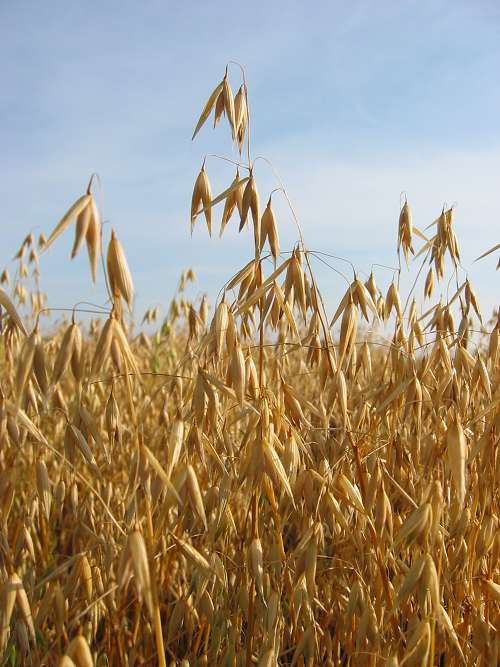
Halland blev under 1800-talet en betydande spannmålsexportör

Under 1800-talet skedde en betydande utveckling och kunskapsspridning. Odlingen hade innan dess hållit låg standard. Växtföljden omfattade enbart råg, korn och havre. Till djuren togs slåtter från ängar. Då de marker som odlades eller användes till äng inte tillfördes tillräckligt med näring för att balansera uttaget vid skörd/bete som markerna att bli alltmer näringsfattigt. Detta i sin tur ökade behovet av nya marker.
Tidiga aktörer som bidrog till kunskapsspridningen inom jordbruket var Jacob Richardson, Johan Fischerström och Pehr Osbeck samt Carl August Ehrensvärd som tillämpade och testade nya rön på sitt gods Dömestorp. 
Under den första tiden var effekten begränsad, men efter att Hushållningssällskapet i Hallands län bildats var den, tillsammans med Kungliga Lantbruksakademien på nationell nivå, drivande i att sprida ny kunskap. En föregångare var Peter von Möller som på sina gods tillämpade ny odlingsmetoder som bland annat omfattade växelbruk med vall, dränering, gödsling och effektivare jordbearbetning. Jordarna i Halland ofta har ytlager av sand som är näringsfattig, men därunder kalkhaltig lera (märgel). Genom att bryta denna i märgelgravar och sprida den på jorden i syfta att förbättra dess odlingsegenskaper kunde bördigheten öka ytterligare, åtminstone på kort sikt. Plogen började ersätta årdret i norr under 1700-talet och under 1800-talet spreds användning till södra Halland. Även harvarna utvecklades. Jordbruksredskapen blev inte bara bättre, utan även fler. Förutom att produktiviteten ökade skedde även en omfattande nyodling, mest uttalad i de södra delarna av landskapet. På Laholmsslätten tiodubblades den uppodlade jorden, medan de tredubblades i de nordligaste delarna av landskapet. De mellanliggande trakterna och skogsbygden låg därimellan. Dessa förändringar kom från 1840-talet och framåt att få mycket stor påverkan på jordbrukets tillstånd i Halland. Från att ofta inte ha varit självförsörjande ökade exporten av spannmål från 4 258 tunnor 1845 till över 240 000 tunnor 1875. Inte minst exporten av havre till England var under den senare halvan av 1800-talet mycket omfattande. Senare kom jordbruket, p.g.a. konkurrens från amerikansk havre att läggas om i riktning mot animalieproduktion (vars gödsel även ersatte märgeln). Den ökade spannmålsproduktionen bidrog till förbättrade förutsättningar för animalieproduktion då djuren hade bättre tillgång till foder och därigenom kunde växa sig betydligt större än tidigare. Potatisen fick spridning i landskapet från 1820-talet och framåt.
Halland hade länge en låg andel självägande bönder (likt övriga delar av Danmark). De hade också en tidig godsbildning och ett stort markägande av den danska kronan genom att den lagt under sig stora arealer "herrlös" mark i framförallt inlandet. Även kyrkan var, framförallt genom donationer, en stor markägare. Efter att Halland blivit svenskt kom en stor del av marken av pantsättas för att betala nederländska handelshus som finansierat krigen (se t.ex. Tripska godset). Dessa gårdar kom länge att ägas av ägare utan lokal förankring även om det efter en tid främst var svenska handelshus. Från slutet av 1700-talet förändras ägandesituationen snabbt då bönder friköpte först kronomark och senare (ur godsens perspektiv) avlägsna arrenden.
I takt med ökat välstånd ändrades även boendeformerna. Traditionellt hade bebyggelsen på landsbygden bestått av kringbyggda gårdar där tre av längorna var ekonomibyggnader medan den fjärde var en högloftsstugan där människorna bodde i den centrala delen samt var uppvärmd och ofta bara ett fönster (i take). Denna hade på sina bägge sidor "häbbare" som användes som bostad under sommaren och som lager av spannmål och matvaror under hela året. Dessa hade till skillnad från bostadsdelen en vindsvåning. Byggtekniken varierade med mer korsvirke i södra Halland och mer skiftesverk i norra Halland. Kring 1800 började högloftsstugan ersattas av "hallandslängan", där högloftsstugan fick vind samt fönster i väggarna. Det blev även vanligt med separat kök.
En annan följd av bättre förhållanden (förutom ovanstående faktorer även bättre hygien och förbättrad spädbarnsvård var att medellivslängden ökade genom att både spädbarnsdödligheten minskade och att färre dog i sjukdomar orsakade av hunger eller pandemier. Medellivslängden var 34 år 1800 för att 1850 ha ökat till 43 år och 1950 till 70 år. Detta ledde, som i övriga Sverige och Europa, till att det skedde en demografisk transition. Landskapets befolkning ökade från drygt 70 000 år 1800 till 125 000 år 1865. Det var framförallt torparna och backstugusittarna som blev fler. Deras antal fyrdubblades mellan 1750 och 1850, medan böndernas antal var relativt oförändrade. De utgjorde 1850 ungefär vart tredje hushåll på landsbygden.
Under andra halvan av 1800-talet tog utvandringen fart, totalt utvandrade omkring 50 000 personer, motsvarande omkring en tredjedel av Hallands befolkning. Med det tillhör Halland tillsammans med Småland och Värmland de områden där utvandringen var vanligast. USA var det största målet med 46 000 emigranter, men många utvandrade även till Danmark (5 000 personer), Tyskland (ett tusental) och övriga Europa (ungefär lika många). Det skedde även omflyttningar inom länet. Städerna började växa så att ungefär 20 procent av länets befolkning bodde där 1900, därigenom Halland hade blivit lika urbant som övriga Sverige.
Det första baptistiska dopet i Sverige skedde i Vallersvik 21 september 1848 och i samma socken (Landa) grundades samma dag bildades Sveriges baptistförsamling. Den frikyrkliga rörelsen kom dock att ha relativt liten påverkan i landskapet. Den religiösa rörelse som i högre grad kom att påverka landskapet (samt andra delar av Västsverige) var schartauanismen som var aktiv inom statskyrkan och mer konservativ. Mellan 1856 och 1991 var samtliga biskopar i Göteborgs stift (där Halland ingår) schartauaner.
Under senare delen av 1800-talet byggdes kommunikationerna byggdes ut. Hallands ångfartygsbolag bildades 1850 och trafikerade förutom städer i landskapet även Göteborg och Köpenhamn. För att kunna anlöpa städerna krävdes att deras hamnar rustades upp, vilket också skedde. Från 1872 och en bit in på 1900-talet byggdes järnvägen ut i landskapet. Först var sträckan Halmstad-Värnamo som var färdig 1877. Därefter kom Varberg-Borås (invigd 1880), Helsingborg-Halmstad (1885), Halmstad-Varberg (1886) och Varberg-Göteborg (1888). I takt med att järnvägen byggdes ut skapas stationssamhällen på flera platser.
Wallbergs Fabriks AB i Halmstad och Anderstorps Bomullsspinneri i Lindome tillhörde de första industrierna i landskapet och startades på 1820-talet. Utvecklingen var dock (liksom i övriga Sverige) länge långsam och ännu 1870 fanns det bara ett fåtal industrier i länet. Därefter gick utvecklingen snabbt fram till 1920. Det var framförallt i städerna i mitten av landskapet där industrialiseringen fick genomslag, i Varberg, Falkenberg och framförallt Halmstad. Industrialiseringen kom dock att ha mindre genomslag än i många andra delar av landet. Industri och hantverk stod 1900 för 19 % av sysselsättningen, en i sammanhanget låg siffra. I början var processen ofta finansierad och driven av aktörer från andra delar av landet eller Nederländerna och England, men i takt med att utvecklingen tog fart kom den att i allt större del vara lokalt finansierad med bland andra A W Angel och Isak Wallberg som viktiga aktörer.
Under 1860-talet anlades sågverk längs de större vattendragen i Åskloster, Falkenberg och Laholm. De kom att följas av flera mindre. De följdes under 1880-talet av massafabriker på flera platser (Marbäck, Ätrafors och Nissaström). De placeras då de först använde vattenkraft direkt (snarare än via el) vid forsar och i områden med skog. På textilområdet tillkom Skandinaviska Jutefabriken i Oskarström och Skandinaviska Textilfabriks AB i Varberg. I takt med att städerna växte till sig startades gjuterier och mekaniska verkstäder i landskapets städer. En sektor där landskapets företag skulle bli framgångsrika var cykelproduktion.  Rex grundades 1896 i Halmstad och Svenska Cykeldepoten (från 1917 kallat Monark) grundades 1908 i Varberg. En annan sektor som var ovanligt viktig i Halland var stenhuggeri. Halmstads Stenhuggeri AB hade omkring 400 stenhuggare anställda 1905 medan Kullgrens Enka och andra stenhuggerier stod för nästan hälften av industrisysselsättningen i Varberg. På landsbygden byggdes ett stort antal bondeägda mejerier (som ersatte herrgårds- och bolagsmejerier) och kvarnar (som genom elnätet kunde placeras mer fritt än tidigare). Dessa kompletterade de som redan fanns, som Berte Qvarn.
Förutom av förbättrade transportmöjligheter underlättades utvecklingen av elproduktion från vattenkraftverk längs landskapets vattendrag och utbyggnaden av elnätet som gjorde det möjligt att använda energin även på betydande avstånd från kraftverken. Med början i Laholm 1890 byggdes vattenkraften ut under åren kring sekelskiftet. Halland har sedan dess varit en betydande nettoexportör av el.

## 1900-talet
Under den senare delen av 1800-talet och början av 1900-talet fick folkrörelserna fäste i landskapet. Det första nykterhetsföreningen hade bildats 1837, men det var först med att IOGT etablerade sig i landskapet med början 1882 som rörelsen fick spridning på allvar. Nykterhetsrörelsen propagerade inte bara för nykterhet utan bedrev även socialt arbete. Det var inte ovanligt även var aktiva i andra folkrörelser, inte minst kopplat till införandet av allmän rösträtt. I kampen för kvinnlig rösträtt spelade Frigga Carlberg, född i Falkenberg, en viktig roll, bland annat som en av initiativtagarna till Landsföreningen för kvinnans politiska rösträtt.
Före den allmänna rösträttens införandet hade högern i dess olika konstellationer varit starkast parlamentariskt, men detta kom under de kommande decennierna att förändras. I takt med tilltagande industrialisering växte arbetarrörelsen. De första strejkerna i Halland hade skett i Halmstad på 1870-talet och 1885 bildades den första fackföreningen i Halmstad. Den första arbetarekommun bildades i Söndrum 1901. Under Hunger- och militärdemonstrationerna 1917 samlades 8 000 arbetare på Stora Torg, Halmstad. Under depressionen i april 1931 skedde brädgårdskravallerna i Halmstad orsakad av att strejkbrytare kallats in vid en konflikt. Konflikten löstes genom förlikning och fick till skillnad från Ådalshändelserna några veckor senare därför en fredlig upplösning. Socialdemokraterna blev 1938 för första gången största parti i Hallands läns landsting, men förblev mindre än de borgerliga partierna tillsammans. På grund av att industrialiseringen av Halland var mindre omfattande än på många andra platser var rörelsen i motsvarande grad svagare i landskapet. Desto starkare var bonderörelsen. Till en början låg fokus på ekonomisk samverkan med under 1920-talet Bondeförbundet och Riksförbundet Landsbygdens folk att bildas. Bondeförbundet blev 1934 största parti i Halland och förblev under följande decennier största borgerliga parti. En viktig halländsk representant i rikspolitiken var Gärda Svensson, partiets första kvinnliga riksdagsledamot. Liberalerna hade däremot svagt fäste, de var mellan 1926 och 1946 helt utan representation i landstinget och förblev svaga.
Idrottsrörelsen har varit stark i Halland. Landskapets idrottsförbund är det tredje äldsta i Sverige (efter Stockholm och Småland). Det bildades 6 august 1905 av IFK Halmstad, Varbergs GIF och Falkenbergs IK. Den äldsta idrottsföreningen i Halland var dock Halmstads simsällskap som bildades 1858 på initiativ av Josef August Lagergren. En av de första fotbollsmatcherna i Sverige spelades i Halmstad den 14 september 1890 då Köpenhamn Academi Bollklubb från Danmark mötte på svenskt motstånd i form av Halmstads Bollklubb. Det var en annan klubb än den moderna klubben Halmstads BK som vanligen varit det starkaste fotbollslaget på herrsidan med bl.a. fyra svenska mästerskap bland meriterna.
Under det tidiga 1900-talet ökade antalet idrottsföreningar snabbt. I början var de främst aktiva i friidrott och fotboll senare tillkom många andra idrotter. Antalet föreningar anslutna till idrottsförbundet hade ökat till 1935 ökat till 86 och 1945 var de 242 till antalet. Under första halvan av 1920-talet byggdes flera av de mest betydande arenorna i landskapet som Örjans Vall i Halmstad, Påskbergsvallen i Varberg och Falkenbergs idrottsplats i Falkenberg.
Efter första världskriget kom efterkrigskrisen 1921-1923 att bland annat genom minskade priser på järn och trä medföra stora ekonomiska problem. Industrins tillverkningsvärde minskade med 40 % och industrisysselsättningen nästa halverades. Det skedde dock en snabb återhämtning. Den stora depression medförde också stora ekonomiska problem, men liksom i övriga Sverige var problemen mindre än de under efterkrigskrisen. Kriserna medförde överlag inte någon ändra ekonomisk struktur i landskapet.
Varberg och Särö hade under 1800-talet utvecklats till kurorter. Kring sekelskiftet började havsbad bli populärt. Till skillnad från på många andra ställen så hyrde tidiga, välbärgade, badgästerna in sig hos lokalbefolkning snarare än byggde egna villor. De halländska stränderna drog till ett ökat antal badare även från omgivande landskap genom de förbättrade kommunikationerna i form av järnväg och ångfartyg och lagstadgad semester. På 1950- och 1960-talen började det byggas sommarstugor i närheten av badorterna.
Under mellankrigstiden började bilismen slå igenom. Detta gjorde att både järnväg och ångfartyg fick det svårare. Hallands Ångbåtsaktiebolag kom under 1930-talet att lägga ner all persontrafik förutom till Lübeck, medan många av de järnvägar som gick inåt landet lades ner efter andra världskriget efter att under många år ha haft ekonomiska problem. Hamnarna spelade dock en fortsatt viktig roll för varuförsörjningen och persontrafiken till havs kombinerades med bilismen genom Färjelinjen Varberg–Grenå (samt den mer kortlivade Halmstad–Århus).
Efter andra världskriget minskade jordbrukets betydelse för ekonomin i landskapet. Från att 1945 ha sysselsatt 45 % av befolkningen hade andel redan 1970 minskat till 16 %. Detta berodde framförallt på ökad effektivitet. Den brukade arealen minskad, men inte i samma omfattning (från 145 000 hektar till 126 000 hektar). Avskaffandet av statarsystemet i Sverige hade också stor betydelse. De industrier som funnits tidigare, som t.ex. Halmstads Järnverk, Getinge och AB Malcus Holmquist fortsatte i allmänhet att finnas och växte i många fall till sig och blev uppköpta av större företag. Stenhuggerinäringen kom dock att försvinna, liksom under 1960- och 1970-talet textilindustrin. Skogsindustrin genomgick en strukturomvandling där många mindre enheter ersattes av färre stora som Södra Cell Värö för pappersmassa medan Derome AB blev en betydande aktör bland sågverken. På Väröhalvön byggdes även Ringhals kärnkraftverk, vilket bidragit till att landskapet fortsatt varit en viktig elproducent.
Sedan andra världskriget har landskapet genomgått en remarkabel förändring. Från 150 000 invånare år 1945 till över 300 000 år 2005. Framförallt är det norra Halland som haft den största utvecklingen då orter som Kungsbacka och Onsala blivit pendlingsorter till Göteborg. Hallands kuster lockar nu till sig mängder med turister på somrarna, i synnerhet Mellbystrand, Tylösand, Skrea strand samt Apelviken.